# Río Váh
El río Váh (en alemán: Waag; en húngaro, Vág; en polaco: Wag) es un río europeo, un afluente por la izquierda del río Danubio y el río más largo de los que discurren en su totalidad por Eslovaquia. Sus dos fuentes, el Biely Váh (Váh Blanco) y el Čierny Váh (Váh Negro) nacen en las montes Tatras (Alto y Bajo, respectivamente, y discurre desde el norte al oeste de Eslovaquia y, por último, vierte en el Danubio cerca de Komárno. Tiene una longitud de 406 km de largo, incluyendo su fuente, el Čierny Váh.
Sus principales afluentes son, por la izquierda, los ríos Demänovka, Revúca, Ľubochnianka, Turiec (66 km), Nitra (197 km) y Rajčanka (47,5 km); y por la derecha, los ríos Belá (22 km), Orava (60,9 km), Varínka, Kysuca (66 km), Biela Voda, Vlára, Dubová, Dudváh (97 km) y Malý Dunaj (Pequeño Danubio, de 128 km). 
Incluye canales, presas artificiales (Čierny Váh, Liptovská Mara, Bešeňová, Krpeľany, Žilina, Hričov, Nosice, Sĺňava, Madunice, Kráľová y Selice) y 16 plantas hidroeléctricas, cuya construcción se inició en la década de 1930 y aumentó después de la Segunda Guerra Mundial. La principal autopista eslovaca se encuentra a lo largo del Váh (Bratislava - Trenčín - Považská Bystrica - Žilina y Ružomberok - Poprad), así como la red ferroviaria principal (Bratislava - Žilina - Košice). 
A orillas del río se encuentran las ciudades de Liptovský Hrádok, Liptovský Mikuláš, Ružomberok, Vrútky, Žilina, Bytča, Považská Bystrica, Púchov, Ilava, Dubnica nad Váhom, Nemšová, Trenčín, Nové Mesto nad Váhom, Piešťany, Hlohovec, Sereď, Šaľa, Kolárovo y Komárno.